# 黄春生
黄 春生（こう しゅんせい、Huang Chunshang、1811年 - 1861年）は、清末の十八局蜂起の指導者。
浙江省余姚黄李鮑村出身。1858年、余姚一帯で凶作が発生すると、小地主であった黄春生は佃戸（小作人）の貧苦に同情し、抗租運動の指導者となった。やがて抗租運動が知県より弾圧を受けると、黄春生は黄李鮑村の佃戸を組織して「局」と呼ばれる武装組織を設立した。やがて各地で同様の局が続々と設立され、18の局が成立したため「十八局」と称された。各局は局頭が指導し、黄春生は総局頭に選ばれた。
十八局は大地主の組織した団練と激戦を繰り返し、浙江団練大臣邵燦が率いる「紅頭勇」を破った。さらに2度にわたって余姚県城を撃破した。しかしやがて浙江巡撫胡興仁の派遣した官兵と団練の「紅頭勇」「黄頭勇」に追い詰められ、黄春生は捕えられて処刑された。
余党は何文慶率いる太平天国軍のもとに加わり、慈渓の戦いで大きな役割を果たした。